# Hartville (Wyoming)
Hartville – miasto w Stanach Zjednoczonych, w stanie Wyoming, w hrabstwie Platte.